# Listă de stareți români
Aceasta este o listă de stareți români:
- Isaia Adragăi Mănăstirea Sf. ILIE Berzunți
- Arsenie Papacioc - Mănăstirea Cheia-Prahova, 1969-1970.
- Calinic Cărăvan [1]
- Calinic  - Mănăstirea Cernica, 1818-1950.
- Clement Cucu [2]
- Cleopa (Constantin) Ilie - Mănăstirea Sihăstria, 1945-1949; Mănăstirea Slatina Suceava, 1949-1952
- Cozma Lostun - Mănăstirea Slătioara.
- Daniil Pricop [3]
- Dionisie Ignat [4][5]
- Dometie athonitul [6]
- Elefterie Mihail [7]
- Emilian Antal [8]
- Emilian Olaru [9]
- Eufrosin Dimitrie Poteca - Mânăstirea Gura Motrului, 1832-...
- Evloghie Oța - Mânăstirea Râmeț, 1940-1955; Mânăstirea Copăceni, 1956-...
- Galaction Cordun - Mănăstirea Neamț, 1943-1948.
- Gherman Dineață - Mănăstirea Cozia
- Gherontie Puiu [10][11][12][13]
- Hariton Negrea [14]
- Iachint Unciuleac [15][16][17]
- Ioil [18]
- Iosif Isihastul [19]
- Iosif Mogârzan - Mănăstirea Dornelor, 2002-prez
- Irodion Ionescu [20][21][22] - Mănăstirea Lainici
- Isaia Cotârleț [23]
- Isaia Țugurlan - Mănăstirea Bogdana din Protoieria Onești [24]
- Macarie Beșliu - Mănăstirea de la Poiana Mărului [25][26]
- Mihail Bădilă [27]
- Mihail Goia - Mănăstirea Toplița ...-1995 [28]
- Neonil [29]
- Neonil Ștefan [30]
- Paisie [31]
- Pelaghia Prica - Mânăstirea Râmeț, 1955-... .
- Porfirie [32]
- Serafim Popescu [33][34]
- Teofil Lefter [35]
- Vasile de la Poiana Mărului
- Visarion Toia [36]

## Stareți la Muntele Athos
- Dometie Trihenea, singurul român care a fost vreodată stareț la una dintre cele 20 de mari mănăstiri athonite [37]
- Petroniu Tănase (1914-2011) a fost un călugăr protosinghel, mare duhovnic ortodox al secolului XX și stareț al Schitului Prodromu de la Muntele Athos

## Starețe
- Agafia Moisa [38]
- Irina Călin [39]
- Pelaghia Tudor - Mănăstirea Ghighiu [40][41]

## Stareți prigoniți de comuniști
- Gherasim Iscu [42][43][44][45][46]